# Układ dyskretny
Zasugerowano, aby zintegrować ten artykuł z artykułem sterowanie cyfrowe. Nie opisano powodu propozycji integracji.
Układ dyskretny, układ dyskretny w czasie, układ skwantowany w czasie, układ impulsowy – w teorii sterowania, w odróżnieniu od układów ciągłych, określa się, że układ jest dyskretny, jeżeli przynajmniej jeden jego sygnał ma charakter dyskretny, tzn. przyjmuje tylko określone wartości dla określonych argumentów (zob. sygnał dyskretny, sygnał cyfrowy). Układy przejawiające w swym zachowaniu zarówno cechy układów ciągłych, jak i dyskretnych, nazywane są układami hybrydowymi.

## Impulsatory i ekstrapolatory

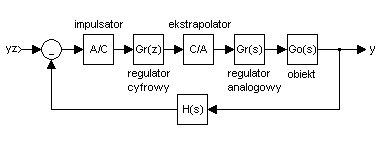
Uogólniona struktura układu sterowania cyfrowego

Informacje o ciągłym sygnale wyjściowym {\displaystyle y(t)} obiektu sterowania docierają do sterującego komputera cyfrowego wyłącznie w dyskretnych chwilach czasu, zwykle w równych odstępach czasu określonych okresem próbkowania. Także generowane przez komputer sygnały sterujące {\displaystyle u(t)} ulegają zmianie wyłącznie w dyskretnych chwilach czasu, przy czym okres nastawy może być wielokrotnością okresu próbkowania. Dlatego do opisu dynamiki obiektów sterowania (widzianych od strony komputerów sterujących) niezbędne są modele dyskretne w czasie. Ponieważ zdolność rozdzielcza przetworników analogowo-cyfrowych umożliwia albo całkowite pominięcie zjawiska dyskretyzacji amplitudy sygnału, albo jego uwzględnienie za pomocą addytywnego szumu pomiarowego o zerowej wartości średniej, dlatego dyskretyzacja czasowa jest jedyną dyskretyzacją, jaką należy uwzględnić i dlatego modele dyskretne są zasadniczo modelami dyskretnymi w czasie.
Potrzeba stosowania modeli dyskretnych wynika więc ze względów technicznych (zwłaszcza pomiarowych) i obliczeniowych. W zasadzie każdy układ rozważany makroskopowo należałoby traktować jako ciągły w czasie. Jednak w wielu przypadkach sygnały z natury ciągłe poddaje się dyskretyzacji, po czym dopiero następuje dalsze przetwarzanie tych sygnałów.
Większość oprzyrządowania używana w układach sterowania to oprzyrządowanie analogowe. Dlatego sygnały wejściowe z tych urządzeń muszą być próbkowane i kwantowane przez przetwornik analogowo-cyfrowy w celu wprowadzenia ich do regulatora cyfrowego. Podobnie sygnały wyjściowe z regulatora są impulsowe i wyjście ich musi być przekształcone po każdym impulsie na postać zbliżoną do analogowej (w kształcie schodkowym lub trapezoidalnym).
Regulatory cyfrowe przetwarzają sygnał tylko w chwilach próbkowania – wytwarzają ciąg czasowy sygnałów wyjściowych. Sterowanie cyfrowe różni się więc od sterowania analogowego (regulatory analogowe wytwarzają ciągły w czasie sygnał w odpowiedzi na ciągły sygnał wejściowy) i skutkiem tego:
- wejście regulatora cyfrowego musi być skwantowane (konieczne jest przekształcenie analogowo-cyfrowe, jeśli sygnał pierwotny jest analogowy);
- obliczenia cyfrowe są wykonywane tylko dla dyskretnego czasu zamiast w sposób ciągły; potrzebny jest więc impulsator (zob. przetwornik analogowo-cyfrowy) po stronie wejściowej i ekstrapolator (zob. przetwornik cyfrowo-analogowy) po stronie wyjściowej regulatora.

Przy przetwarzaniu sygnałów ciągłych (analogowych) na dyskretne (cyfrowe) ma się więc do czynienia z próbkowaniem i kwantyzacją.
Dyskretyzacja (inaczej próbkowanie, impulsowanie) polega na pobieraniu – najczęściej okresowo – próbek wartości, a więc zamiast sygnału ciągłego {\displaystyle x(t)} wytwarza się ciąg {\displaystyle x(nT_{p}),} przy czym {\displaystyle T_{p}} oznacza okres próbkowania. Zazwyczaj urządzenia próbkujące dokonują ponadto zapamiętywania (zatrzymywania) wartości {\displaystyle x(nT_{p}),} aż do następnej chwili próbkowania – w wyniku tego powstaje tzw. sygnał schodkowy (czyli sygnał z ekstrapolacją rzędu zerowego). W ten sposób próbkuje się sygnały na przykład na wejściu {\displaystyle u} i wyjściu {\displaystyle y} obiektu ciągłego. Informacja o tych sygnałach w postaci dyskretnej stanowi podstawę tworzenia dyskretnych modeli układów. Sygnały o tej postaci nadają się zwykle bezpośrednio do przetwarzania cyfrowego.
Przy przetwarzaniu sygnału dyskretnego na ciągły należy pamiętać o twierdzeniu Kotielnikowa-Shannona i warunku Nyquista. Ponadto często stosowane są również filtry analogowe i cyfrowe w torze sprzężenia zwrotnego układu. Należy też zawsze zdawać sobie sprawę z tego, że teoria sterowania cyfrowego obejmuje techniki projektowania działania w czasie dyskretnym albo ze skwantowaną amplitudą zakodowaną w formie binarnej, które implementowane są w systemach komputerowych (mikrokontrolerach, mikroprocesorach), ale sterujących jednak analogową (to jest ciągłą w czasie i w zakresie amplitudy) dynamiką systemu analogowego. W ostatnich latach zbadano i rozwiązano wiele problemów jakie, w tym kontekście, pojawiły się na polu teorii sterowania cyfrowego.

## Modele układów impulsowych
O ile układy ciągłe opisują: równania różniczkowe, transformata Laplace’a, transformata Fouriera, a analizę często prowadzi się na płaszczyźnie S, to układy dyskretne opisują odpowiednio: równania różnicowe, transformata Z (obok transformaty Z stosowana jest też transformata z gwiazdką i zmodyfikowana transformata Z) i dyskretna transformata Fouriera, a analizę zwykle prowadzi się na płaszczyźnie Z (lub płaszczyźnie w).
Zastosowanie przekształcenia Laplace’a do układów impulsowych daje w efekcie nieskończone szeregi, co zwykle nie jest wygodne w obliczeniach, dlatego transmitancja operatorowa układów dyskretnych opiera się o przekształcenie Z. Transmitancją impulsową układu dyskretnego nazywa się stosunek transformaty Z odpowiedzi układu do transformaty Z sygnału wejściowego, przy zerowych warunkach początkowych:
{\displaystyle G(z)={\frac {Y(z)}{U(z)}}.}
Ponieważ w układach dyskretnych czas jest zmienną nieciągłą, więc podstawowe równanie stanu układu ma postać równania różnicowego, a nie różniczkowego (zobacz też opis typu wejście-wyjście). Równanie różnicowe odpowiadające powyższej transmitancji impulsowej będzie miało postać:
{\displaystyle y(i)+a_{1}y(i-1)+\ldots +a_{n}y(i-n)=b_{0}u(i-k)+b_{1}u(i-k-1)+\ldots +b_{n}u(i-k-n).}
Równanie takie jest podstawą zarówno komputerowej symulacji obiektów dyskretnych, jak i komputerowej realizacji dyskretnych algorytmów sterowania, opisanych transmitancjami operatorowymi.
Oznaczając przez {\displaystyle z^{-m}} operator opóźnienia o {\displaystyle m} okresach próbkowania, gdzie {\displaystyle m=1,2,\dots ,n,k} (tak zwany {\displaystyle m}-krokowy operator opóźnienia dla {\displaystyle m=1} zwany jednokrokowym operatorem opóźnienia), to znaczy:
{\displaystyle z^{-n}y(i)=y(i-n).}
Powyższe równanie różnicowe zapisać można w postaci transmitancyjnej:
{\displaystyle {\frac {y(i)}{u(i)}}=z^{-k}{\frac {B(z^{-1})}{A(z^{-1})}},}
gdzie wielomian
{\displaystyle B(z^{-1})=b_{0}+b_{1}z^{-1}+\ldots +b_{n}z^{-n},}
wielomian
{\displaystyle A(z^{-1})=1+a_{1}z^{-1}+\ldots +a_{n}z^{-n},}
a {\displaystyle k} jest dyskretnym czasem opóźnienia.
Sporo zalet (szczególnie przy dużej częstotliwości próbkowania) w porównaniu z jednokrokowym operatorem przesunięcia {\displaystyle q,} który można określić też zależnością {\displaystyle qx_{k}=x_{k+1}} posiada operator delta {\displaystyle \delta ,} który łagodzi w opisach dychotomię czasu dyskretnego i ciągłego.
W przypadku dynamicznego układu liniowego dyskretnego o jednym wejściu i jednym wyjściu, model uwzględniający zarówno istnienie czasu opóźnienia nie będącego całkowitą wielokrotnością okresu próbkowania, jak i czasu przesunięcia między chwilami próbkowania a chwilami zmian sygnału sterującego, dany jest w ogólnym przypadku wzorem:
{\displaystyle {\frac {Y(z)}{U(z)}}=K(z^{-1})=z^{-k}{\frac {B(z^{-1})}{A(z^{-1})}}.}
Transmitancja operatorowa {\displaystyle K(z^{-1})} jest transformatą Z odpowiedzi impulsowej {\displaystyle K(i)} (zwanej też funkcją wagi) na impuls Kroneckera:
{\displaystyle K(z^{-1})=Z[K(i)],}
co wynika bezpośrednio stąd, że {\displaystyle Z[\delta (i)]=1,} gdzie {\displaystyle \delta (i)} jest impulsem Kroneckera.
Odwrotne przekształcenie Z wyrażenia:
{\displaystyle {\frac {K(z^{-1})}{(1-z^{-1})}}}
przedstawia odpowiedź obiektu dyskretnego na dyskretny skok jednostkowy {\displaystyle \mathbf {1} (i)} przy zerowych warunkach początkowych. Odpowiedź ta nazywa się dyskretną funkcją przejścia.
Następujące wyrażenie:
{\displaystyle {\frac {y(i)}{u(i)}}=z^{-k}{\frac {B(z^{-1})}{A(z^{-1})}}|_{z=e^{j\omega T_{p}}}=K(e^{-j\omega T_{p}})}
definiuje dyskretną transmitancję widmową.
Równania stanu dla przypadku modelu dyskretnego (z czasem dyskretnym) mają postać:
{\displaystyle \mathbf {x} (n+1)=\mathbf {Ax} (n)+\mathbf {Bu} (n)}
{\displaystyle \mathbf {y} (n)=\mathbf {Cx} (n)+\mathbf {Du} (n),}
gdzie: {\displaystyle n=\ldots ,-1,0,1,2,\dots } oznacza dyskretną chwilę czasu.

## Stabilność układów dyskretnych
Nawet jeśli regulator zaimplementowany jako regulator analogowy jest stabilny, to odpowiadający mu regulator dyskretny, w przypadku długiego okresu próbkowania, może być niestabilny. Podczas próbkowania aliasing modyfikuje parametry graniczne. Dlatego okres próbkowania ma duży wpływ na własności dynamiczne układu – na przebieg charakterystyk układu oraz na jego stabilność i powinien odpowiednio często uaktualniać wartości na wejściu regulatora, tak by nie doprowadzić do niestabilności. Jednakże określenie wpływu okresu próbkowania na parametry transmitancji obiektu jest w ogólnym przypadku trudne.
Klasyczne kryteria stabilności, po podstawieniu operatora {\displaystyle z} w miejsce częstotliwości, mają również zastosowanie w odniesieniu do układów dyskretnych. Kryterium Nyquista ma zastosowanie do transmitancji dziedziny {\displaystyle z} i ogólne zastosowanie dla funkcji o wartościach zespolonych. Zastosowanie mają również kryteria stabilności Bodego, a Kryterium Jury określa stabilność układu dyskretnego w oparciu o jego wielomian charakterystyczny.

## Projektowanie regulatorów cyfrowych
Projektowanie komputerowych systemów sterowania procesami ciągłymi (lub ich identyfikacji) można prowadzić w dziedzinach czasu ciągłego i dyskretnego. Opracowanie właściwego algorytmu dyskretnego uwzględnia zwykle przynajmniej dwie fazy: projekt właściwy i dyskretyzację, przy czym kolejność tych faz bywa różna. Zależnie od tego, w której dziedzinie ulokowany zostanie projekt właściwy wyróżnia się dwie metody projektowania regulatorów:
- metodę czasu ciągłego – projekt algorytmu wykonany w dziedzinie czasu ciągłego wymaga później dokonania dyskretyzacji;
- metodę czasu dyskretnego – w metodzie tej, dla opracowania właściwego projektu, niezbędna jest uprzednia dyskretyzacja obserwowanego układu.

Dyskretyzacja obiektu fizycznego dla ustalonego modelu, typu podtrzymania analogowego i okresu próbkowania jest jednoznaczna. Jednak dyskretyzacja algorytmu ciągłego jest niejednoznaczna (z uwagi na niepewność odnoszącą się do przebiegu sygnałów wejściowych między punktami próbkowania). Dlatego też dyskretyzacja algorytmów ciągłych bywa też nazywana dyskretną aproksymacją lub emulacją.
Niezależnie od obranej metody projektowania przy dyskretyzacji następuje utrata informacji, która jest dostępna w czasie ciągłym. W metodzie czasu dyskretnego utrata tej informacji następuje przy dyskretyzacji obiektu ciągłego. Jeśli realizacja nie da zadowalających efektów, projekt właściwy powtarza się, zmieniając okres próbkowania. W metodzie czasu ciągłego parametr okresu próbkowania jest parametrem modelu dyskretnego, dlatego w tej metodzie łatwo dokonać zmiany częstotliwości próbkowania.
Algorytmy sterowania projektowane metodą czasu dyskretnego tylko pozornie nie zależą od okresu próbkowania. Jeśli przyjąć, że dla ustalonego punktu pracy i okresu próbkowania dyskretny model sterowania jest wystarczająco dokładny, mówi się o dokładnych metodach projektowania regulatorów. Jeśli okres próbkowania nie jest jednak odpowiednio dobrany to metody opierające się na eliminacji zer transmitancji obiektu natrafiają na ograniczenia wynikające z istnienia nieminimalnofazowych zer w dyskretnych transmitancjach obiektów ciągłych o stabilnych biegunach i zerach.
Rozległa wiedza na temat sterowania analogowego, zebrana na przestrzeni lat, powoduje, że projektanci przy projektowaniu bezpośrednich regulatorów cyfrowych (Direct Digital Control) chętnie korzystają z metody czasu ciągłego oczekując, że zdyskretyzowany potem regulator zapewni odpowiednią pracę ze środowiskiem analogowym. W metodzie czasu ciągłego regulator cyfrowy jest projektowany na dziedzinie S (czyli w dziedzinie ciągłej). Za pomocą transformacji Tustina można dokonać transformacji kompensatora ciągłego na odpowiedni kompensator cyfrowy. Przy zmniejszaniu okresu próbkowania wyjście kompensatora cyfrowego zmierzać będzie wówczas do wyjścia odpowiadającego mu regulatora analogowego.
W przypadku algorytmów wymagających złożonych obliczeń (nieliniowych, optymalizacyjnych, adaptacyjnych) wybiera się metodę czasu dyskretnego. Podstawą takiego wyboru bywa posiadane doświadczenie w tym zakresie, konieczność stosowania dłuższych okresów próbkowania lub dyskretny charakter sterowanego procesu. Projektowanie dyskretnych układów regulacji procesów ciągłych odznacza się dychotomią wynikającą z hybrydowego charakteru takich układów. Z uwagi na brak uniwersalnego narzędzia matematycznego do ich opisu dużego znaczenia nabiera modelowanie i symulacja.

## Rys historyczny
Prace Claude’a Elwooda Shannona z 1950 roku wykonane w Laboratoriach Bella ukazały znaczenie metod próbkowania sygnałów w przetwarzaniu sygnałów. Zastosowania teorii filtracji cyfrowej badano w Analytic Sciences Corporation (Gelb 1974) i w innych ośrodkach.
W latach 50. XX wieku powstała teoria układów z sygnałami próbkowanymi (ang. sampled data system), w których obiekt z sygnałami ciągłymi regulowany jest za pomocą urządzenia cyfrowego. Teorię tę na Columbia University rozwijali m.in. John Ralph Ragazzini (który wprowadził sterowanie cyfrowe i transformatę Z), Gene F. Franklin, Lotfi Asker Zadeh (Ragazzini & Zadeh 1952, Ragazzini and Franklin 1958) oraz Eliahu Ibraham Jury (1960) i Benjamin C. Kuo (1963). To właśnie w tym okresie pojawiła się idea wykorzystania komputerów cyfrowych do sterowania procesami przemysłowymi. Poważniejsze prace w tym kierunku rozpoczęły się w 1956 roku przy projekcie, w którym współpracowały firmy TRW i Texaco. Efektem tych prac był komputerowy system sterowania zainstalowany w 1959 roku w rafinerii ropy naftowej w Port Arthur.
Lata 1955–1959 stanowią początek wdrażania techniki i regulatorów cyfrowych do sterowania procesami przemysłowymi – w roku 1956 czasopismo Instruments wprowadziło na swoich łamach stałą rubrykę Digital Automation, a w roku 1959 czasopismo Instruments & Control opisało 67-cyfrowych systemów zbierania danych.
W roku 1960 nastąpił znaczny postęp – wprowadzono komputery drugiej generacji wykorzystujące technologię ciała stałego. Natomiast w roku 1962 w firmie chemicznej Imperial Chemical Industries zastosowano bezpośrednie sterowanie cyfrowe (ang. DCC, czyli Direct Digital Control) za pomocą komputera Ferranti Argus 200, który odczytywał dane z 224 czujników i sterował 129 zaworami.
Do 1965 roku Digital Equipment Corporation konstruował komputer PDP-8 i powstała nowa gałąź przemysłu związana z minikomputerami (przemysłowymi).
Ostatecznie w 1969 roku Marcian Hoff wynalazł mikroprocesor co zapoczątkowało rozwój teorii sterowania cyfrowego. Wraz z pojawieniem się mikroprocesora w 1969 roku rozwinęła się nowa dziedzina. Układy regulacji implementowane na komputerach cyfrowych muszą być formułowane w dziedzinie czasu dyskretnego. Stąd, co całkiem naturalne, nastąpił znaczny przyrost teorii w obszarze sterowania cyfrowego w tym okresie.
W 1969 roku fizyk i matematyk Richard E. Morley przeszedł do historii inżynierii, projektując i wprowadzając do produkcji specjalny, modułowy mikrokomputer sterujący, który dziś uznaje się za prototyp sterownika PLC (Modicon 084, waga 46 kg, pojemność pamięci 4 kB).
Prawa sterowania optymalnego i filtracja charakteryzują się zmiennością w czasie, dlatego komputery cyfrowe potrzebne są przy implementacji układów sterowania i filtracji w systemach rzeczywistych. Do roku 1970 wraz z pracami Karla Johana Åströma (1970) i innych teoretyków ugruntowało się stosowanie sterowania cyfrowego w kontroli procesów przemysłowych.
Na skutek rozwoju i upowszechnienia się technologii elektronicznych (głównie mikroprocesorów) w latach 70. XX wieku wyraźnie wzrosło zastosowanie komputerów sterujących w małych instalacjach przemysłowych (przed 1970 rokiem sterowanie cyfrowe stosowano jedynie w dużych systemach przemysłowych, a to ze względu na duże koszty takiego sterowania). Liczba komputerów procesowych wzrosła na świecie z ok. 5000 w 1970 roku do ok. 50 000 w roku 1975.